# Paphinia cristata
Paphinia cristata es una especie de orquídea de hábito terrestre. Es nativa de Panamá, Colombia, Venezuela, Guyana, Suriname, Guayana Francesa y Trinidad en selvas húmedas a una altitud de 1000 m s. n. m.

## Características
Paphinia cristata es la especie tipo de este género. Es endémica del norte de América del Sur. Sus inflorescencias, de una a tres, son colgantes con grandes flores de color rojo oscuro. La especie fue publicada en 1843 en el Registro Botánico Edwards 29: misc. la página 14.

## Sinonimia
- Lycaste cristata  (Lindl.) Lindl. (1883)
- Paphinia randii L.Linden & Rodigas (1885)
- Lycaste randii (L.Linden & Rodigas) G.Nicholson (1886)
- Paphinia cristata var. modiglianiana Rchb.f. (1888)
- Paphinia clausula Dressler (1966)
- Paphinia cristata f. modiglianiana (Rchb.f.) O.Gruss (2003)[1]